# C't

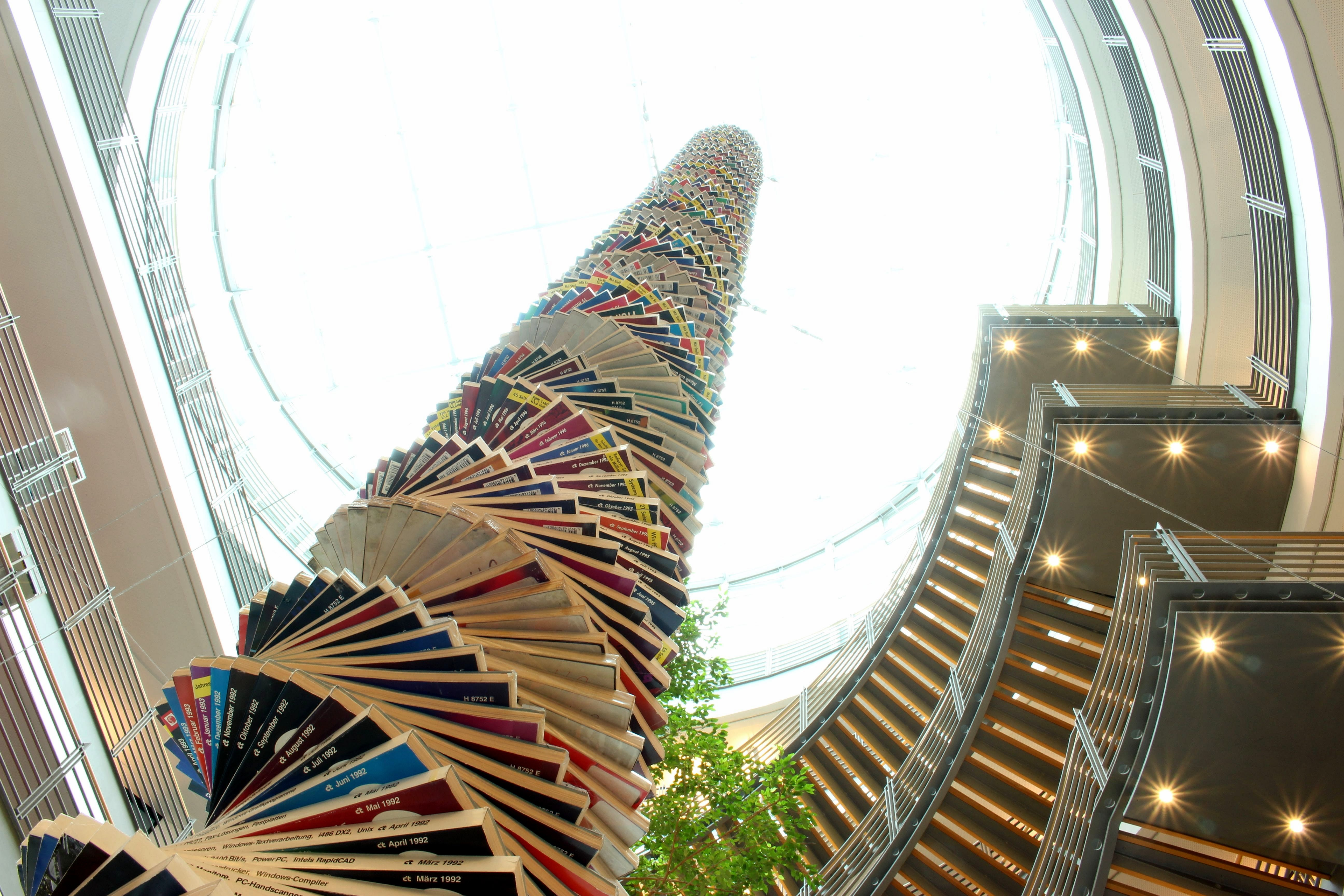
Interior del edificio donde está localizada la sede de la revista C´T.

c't- Magazin für Computertechnik es el nombre de una revista alemana de informática editada por el editorial "Heise Zeitschriftenverlag". Fundada en 1983 aparece actualmente de forma bisemanal. Se ocupa tanto de temas de software y hardware como de otros relacionados como la seguridad de los datos, el espionaje electrónico como el sistema Echelon, las consecuencias económicas y sociales, etc.
El c't es publicado por la editorial Heise Zeitschriften Verlag de Hannover; los editores son Christian Heise, Ansgar Heise y Christian Persson, el jefe de redacción es Jürgen Rink. 
El término "c't" originalmente significaba informática hoy en día, el nombre de un componente de 16 páginas de la revista de electrónica llamaba "elrad", que anteriormente fue publicada por Heise. En octubre de 1983, C'T fue creada como una revista independiente. El primer número 12/83 apareció el 19 de octubre en la feria "Systems" en Múnich. Inicialmente, la revista aparecía mensualmente, pero en 1997 se cambió a una frecuencia de publicación quincenal.
Aparte de la versión alemana existe una edición en lengua holandesa c't - magazine voor computertechniek.
El título era originalmente la abreviación de computing today, un apartado en la revista de electrónica "elrad".
El 4 de enero de 2020 se publicó la 750ª edición del c't. 